# Parlamentswahl in der Mongolei 1990
Die Parlamentswahl in der Mongolei 1990 war die erste Wahl in der Mongolei nach Einführung eines Mehrparteiensystems. 
Wie in den anderen Ländern des sozialistischen Lagers war es 1989 auch in der Mongolei zu Protesten und zum Sturz der Einheitspartei gekommen. Es wurde ein Zweikammersystem geschaffen: Neben dem Großen Staats-Chural wurde die Baga Chural als zweite Kammer eingeführt. Gewählt wurde im Mehrheitswahlrecht, was der Mongolischen Revolutionären Volkspartei als einziger gut organisierter Partei, der eine zersplitterte Opposition entgegenstand, zugutekam. 
Die erste Runde der Parlamentswahl fand am 22. Juli 1990 für den Großen Staats-Chural statt. Die Stichwahlen wurden gemeinsam mit den Wahlen zur Baga Chural am 29. Juli durchgeführt.
Die Mongolische Revolutionäre Volkspartei erhielt 60 % der Stimmen und aufgrund des Mehrheitswahlrechtes 358 Sitze (86 %). Die Wahl war von Unregelmäßigkeiten überschattet. 28 Sitze blieben aufgrund Unregelmäßigkeiten unbesetzt. Als Ergebnis der Wahl wurde Punsalmaagiin Otschirbat zum Sprecher des Großen Staats-Churals gewählt und Daschiin Bjambasüren wurde zum Premierminister ernannt.

## Ergebnisse des Großen Staats-Chural

### Großer Staats-Chural
| Listen                                   | Stimmen | %   | Mandate | +/- |
| ---------------------------------------- | ------- | --- | ------- | --- |
| Mongolische Revolutionäre Volkspartei    |         |     | 358     | +12 |
| Mongolische Demokratische Partei         |         |     | 17      | Neu |
| Mongolische nationale Fortschrittspartei |         |     | 6       | Neu |
| Mongolische Sozialdemokratische Partei   |         |     | 4       | Neu |
| Mongolische Grüne Partei                 |         |     | –       | Neu |
| Freie Arbeiterpartei                     |         |     | –       | Neu |
| Unabhängige                              |         |     | 38      | +38 |
| Vakante Sitze                            | –       | –   | 7       | –   |
| Gesamt                                   | 0       | 100 | 430     | +60 |

### Baga Chural
| Listen                                   | Stimmen   | %    | Mandate |
| ---------------------------------------- | --------- | ---- | ------- |
| Mongolische Revolutionäre Volkspartei    | 598.984   | 61,3 | 31      |
| Mongolische Demokratische Partei         | 236.087   | 24,1 | 13      |
| Mongolische nationale Fortschrittspartei | 57.691    | 5,9  | 3       |
| Mongolische Sozialdemokratische Partei   | 53.545    | 5,5  | 3       |
| Mongolische Grüne Partei                 | 12.044    | 1,2  | –       |
| Freie Arbeiterpartei                     | 11.823    | 1,2  | –       |
| Sonstige                                 | 7.638     | 0,8  | –       |
| Gesamt                                   | 977.812   | 100  | 50      |
|                                          |           |      |         |
| Ungültige Stimmen                        | 27.817    | 2,8  |         |
| Wähler                                   | 1.005.629 | 97,9 |         |
| Wahlberechtigte                          | 1.027.277 |      |         |